# Jeřáb manětínský
Jeřáb manětínský (Sorbus rhodanthera) je český endemický hybridogenní druh rodu jeřáb. Rozmnožuje se apomikticky, má tetraploidní sadu chromozomů a pochází z rodičů jeřáb břek a jeřáb dunajský. Byl popsán roku 1996 českým botanikem Miloslavem Kovandou.

## Výskyt
Roste pouze na jediném místě, na Chlumské hoře (650 m n. m.) nedaleko města Manětín v okrese Plzeň-sever. Lokalita je součástí Tepelské vrchoviny a nachází se v mezofytiku, přibližně 30 km severoseverozápadně od Plzně.
Asi 150 jedinců jeřábu manětínského roste na jihozápadních svazích ve vrcholové části Chlumské hory v nadmořské výšce 560 až 650 m. Hlavní část populace vyrůstá ve fragmentech původních lesních porostů společně s habry, duby a borovicemi na prudkých kamenitých svazích s mírně kyselou půdou. Menší počet jedinců pronikl i do nových výsadeb modřínů a smrků mimo svažité terény.

## Popis
Jeřáb manětínský je nejčastěji strom (často vícekmenný) s vejčitou korunou dorůstající až do výše 16 m, nebo řidčeji podstatně nižší keř. Listy mají 8 až 11 cm dlouhé čepele které jsou peřenolaločné až peřenoklané. Čepele mají bázi široce klínovitou až zaokrouhlenou a laloky obvykle zašpičatělé, zářezy mezi druhým a třetím lalokem bývají hluboké 2,8 až 3,6 cm. Listy, na rubu žlutošedě plstnaté, mají osm až dvanáct párů žilek.
Bělavé oboupohlavné květy s nálevkovitou češulí vytvářejí mnohokvěté chocholičnaté laty. Pětičetné květy mají trvalé kališní lístky a bělavé korunní lístky eliptického tvaru s nehtíkem. Volné tyčinky rostou ve třech kruzích (bývá jich kolem dvaceti) a nesou růžové prašníky. Dvoupouzdré semeníky jsou polospodní a čnělky jsou z části srostlé. Květy rozkvétají v květnu a červnu, opylovány jsou hmyzem, který je lákán nektarem. Plody jsou téměř kulovité, lesklé, oranžově červené malvice s jedním až dvěma semeny.

## Ohrožení
V současnosti je jediná populace tohoto endemického druhu sice málo početná, ale poměrně stabilní. Ohroženy jsou nejvíce mladé semenáčky, které okusuje v oblasti silně rozšířený nepůvodní jelen sika; po jeho okusu mladých rostlin pravděpodobně vznikají vícekmenné stromy.
Druh roste na lokalitě, která není územně nikterak chráněna. Pouze v Červeném seznamu cévnatých rostlin České republiky je jeřáb manětínský uveden jako kriticky ohrožený druh (C1b).